# Verbesina tetraptera
Verbesina tetraptera là một loài thực vật có hoa trong họ Cúc. Loài này được (Ortega) A.Gray miêu tả khoa học đầu tiên năm 1883.